# Maciej Łopiński
Maciej Jan Łopiński (ur. 19 sierpnia 1947 w Gdańsku) – polski dziennikarz i polityk. W latach 80. działacz opozycji demokratycznej, minister w Kancelarii Prezydenta RP w latach 2005–2010 i 2015–2016, poseł na Sejm VII kadencji, w 2020 pełniący obowiązki prezesa zarządu Telewizji Polskiej.

## Życiorys
Absolwent III Liceum Ogólnokształcącego w Gdańsku. W 1972 ukończył filologię polską na Uniwersytecie Gdańskim. W 1971 wstąpił do PZPR, był członkiem tej partii do 14 grudnia 1981. Pracował jako dziennikarz „Głosu Wybrzeża” (1974–1977) oraz tygodnika „Czas” (1977–1981). W stanie wojennym redagował „Solidarność – Pismo Regionu Gdańskiego”. Publikował także w prasie emigracyjnej – „Kulturze”, „Zeszytach Historycznych” i „Kontakcie”. W 1984 razem z Mariuszem Wilkiem i Zbigniewem Gachem napisał książkę Konspira. Rzecz o podziemnej „Solidarności”.
W 1988 uczestniczył w strajkach w Stoczni Gdańskiej. W tym samym czasie był członkiem Regionalnej Komisji Koordynacyjnej „Solidarności” w Gdańsku, a w latach 1989–1990 zasiadał w jawnym Tymczasowym Zarządzie Regionu Gdańskiego NSZZ „Solidarność”.
Od 1989 do 1991 pełnił funkcję redaktora naczelnego „Tygodnika Gdańskiego”. Objął następnie stanowisko wiceprezesa zarządu spółki Prasa Bałtycka, a w 1998 prezesa zarządu Agencji Rozwoju Pomorza S.A. Od 2002 do 2005 był prezesem zarządu Grupy Zarządzającej Pomerania S.A. Wchodził także w skład rady nadzorczej KGHM Polska Miedź.
23 grudnia 2005 od prezydenta Lecha Kaczyńskiego otrzymał nominację na stanowisko sekretarza stanu w Kancelarii Prezydenta RP odpowiedzialnego za politykę medialną. Funkcję tę sprawował do 23 lipca 2007, stając następnie na czele Gabinetu Prezydenta RP. 6 lipca 2010 został odwołany ze stanowiska szefa Gabinetu Prezydenta RP.
W wyborach parlamentarnych w 2011 był bezpartyjnym kandydatem z listy Prawa i Sprawiedliwości do Sejmu z okręgu gdańskiego. Uzyskał mandat poselski, otrzymując 15 794 głosy. 27 listopada 2013 został zastępcą rzecznika prasowego i koordynatorem Biura Prasowego PiS. Został również prezesem zarządu stowarzyszenia Ruch Społeczny im. Prezydenta Rzeczypospolitej Polskiej Lecha Kaczyńskiego.
7 sierpnia 2015 prezydent Andrzej Duda powołał go na stanowisko sekretarza stanu w Kancelarii Prezydenta RP, w związku z czym doszło do wygaśnięcia jego mandatu poselskiego. 18 grudnia 2016 prezydent odwołał go z tego stanowiska.
W 2017 objął funkcję przewodniczącego rady nadzorczej TVP. W tym samym roku objął również stanowisko doradcy zarządu spółki Orlen, które sprawował do 2024. W 2018 został powołany w skład rady nadzorczej Powszechnego Zakładu Ubezpieczeń, stając na czele tego gremium. W tym samym roku został także powołany na członka Kapituły Orderu Odrodzenia Polski. 10 marca 2020 został oddelegowany przez radę nadzorczą TVP do pełnienia obowiązków prezesa zarządu Telewizji Polskiej. 10 czerwca tego samego roku zakończył się jego trzymiesięczny okres delegacji na to stanowisko. Sześć dni potem został ponownie powołany na  p.o. prezesa zarządu TVP na kolejne trzy miesiące. 24 lipca 2020 złożył rezygnację z funkcji p.o. prezesa zarządu TVP, która została przyjęta przez Radę Mediów Narodowych z dniem 7 sierpnia 2020.
W 2021 zrezygnował z zasiadania w radzie nadzorczej PZU. W latach 2021–2024 członek rady nadzorczej PKO BP (w latach 2021–2023 jej przewodniczący).
W grudniu 2023 minister kultury i dziedzictwa narodowego Bartłomiej Sienkiewicz odwołał członków kierowanej przez niego rady nadzorczej TVP. Działaniom tym sprzeciwili się m.in. prezydent Andrzej Duda oraz środowisko PiS. 24 grudnia 2023 rada nadzorcza (w składzie sprzed dokonanych zmian) podjęła decyzję o delegowaniu Macieja Łopińskiego do pełnienia funkcji prezesa zarządu TVP. Decyzję tę jako bezskuteczną ocenił Bartłomiej Sienkiewicz, nie uznał jej też przewodniczący powołanej przez niego nowej rady nadzorczej spółki.

## Odznaczenia i wyróżnienia
- Krzyż Komandorski Orderu Odrodzenia Polski – 2016[8][23]
- Krzyż Oficerski Orderu Odrodzenia Polski – 2011[24]
- Krzyż Wolności i Solidarności – 2021[25]
- Srebrny Krzyż Zasługi – 1979[26]
- Krzyż Wielki Orderu Zasługi – Portugalia, 2008[27]
- Krzyż Komandorski Orderu Zasługi Republiki Węgierskiej – Węgry, 2009[28]
- Nagroda im. Bolesława Prusa (1992)[29]